# حملة نادر شاه في بلاد الرافدين
حملة بلاد الرافدين في الفترة بين عامي 1732 و1733 هي صراع عسكري جرى خلال فترة الحرب العثمانية الصفوية الخطيرة التي امتدت بين عامي 1730 و1735. ضاعت جميع المكاسب السابقة التي حققها نادر شاه، وذلك في نتيجة مباشرة للأخطاء التي ارتكبها الشاه الفارسي طهماسب الثاني في غزوه المشؤوم بلادَ القوقاز العثمانية، والذي أُجبر بعده على توقيع معاهدة مذلة تنازل فيها عن سيطرته على المناطق الممتدة من القوقاز وحتى إسطنبول. أعطت هذه التسوية نادر شاه السلطة لإجبار طهماسب على التنازل واستئناف الحرب ضد الأتراك من خلال شن حملة عسكرية ضد العراق الذي كان يقبع تحت سيطرة المماليك.

## الهجوم على كردستان
بدا العراق، الذي كان تحت السيطرة العثمانية في تلك الفترة، خيارًا فريدًا لنادر شاه لغزوه، إذ تمت استعادة السيطرة على جميع الأراضي الغربية لبلاد فارس بموجب المعاهدة المخزية التي وقّع عليها طهماسب، ووافق فيها على وضع القوقاز تحت السيطرة التركية. توقع آكسوورثي أن نادر شاه كان ينوي الاستيلاء على بغداد ليستعملها ورقةَ مساومة مقابل القوقاز، ولكن، تُعتبر أي عملية استبدال مدني للأراضي في ذلك الوقت أمرًا مشكوكًا فيه بسبب موقع بغداد الاستراتيجي وغير القابل للمساومة. كان العثمانيون في ذلك الوقت مستعدين بشكل جيد لاستقبال الفرس، على الرغم من أن مسرح الأحداث كان غير متوقعًا.
قرر نادر شاه، بهدف تحقيق حد أدنى من عنصر المفاجأة، إجراء مسير عبر الجبال بدلًا من التقدم المباشر نحو قرية زوخاب الحدودية المحصنة الواقعة قرب قضاء قصر شيرين. كان الطريق الجبلي مثلجًا ووعرًا ما جعل عبوره أمرًا صعبًا جدًا، وخسر نادر بعض جنوده في أثناء محاولة عبوره. تمكن نادر شاه من إقناع 600 جندي بالنزول نحو أسفل الوادي الواقع خلف الأسوار العثمانية، وضربها في سكون الليل. تمكن نادر شاه في حركته هذه من خداع حامية زوهاب الذين هجروا مواقعهم مذعورين فور استيقاظهم. أمر نادر ببناء حصن جديد وانتقل جنوبًا لينضم إلى الجيش الفارسي الرئيسي الذي كان قد غادر مدينة همدان متوجهًا نحو بغداد.

## عبور نهر دجلة
تمكنت قوات نادر شاه من عبور نهر دجلة بعد محاصرة جيش من 7,000 مقاتل فارسي مدينةَ كركوك، وبعد هزيمة الجيش العثماني قرب بغداد، طوّقت القوات المدينة نفسها تحضيرًا لحصارها بعد حملة من المناورات. أثبت أحمد باشا، في دفاعه المستميت عن المدينة، أنه مقاتل شرس، وتمكن من الصمود في وجه قوات نادر شاه إلى أن وصلت قوات الإغاثة على شكل جيش قوامه 80,000 جندي تحت قيادة طوبال رجب باشا.

## معركة سامراء
تمكن طوبال، في حيلة ماكرة، من استدراج نادر شاه إلى معركة لم يكن على استعداد لها، واستطاع طوبال، رغم خسارته ربع رجال جيشه، إلحاق هزيمة ساحقة بالجيش الفارسي الذي خسر نصف رجاله وفقد جميع أسلحته. أدى هذ الانتصار الهائل إلى رفع الحصار عن الجنوب، حيث خرج أحمد باشا مع مجموعة اندفاعية من الحاشية لمطاردة 12,000 ألف جندي فارسي بقوا في مواقعهم لإتمام الحصار على مدينة بغداد.

## التداعيات
لم يتمكن نادر، رغم كل إنجازاته آنفة الذكر، من متابعة غزوه المثير للإعجاب، إذ اضطر إلى إعطاء الجزء الأكبر من اهتمامه إلى الانتفاضة التي بدأت بالتنامي جنوب بلاد فارس. أُنقذت بغداد بذلك مرة أخرى من الوقوع تحت القبضة الفارسية. لم تحدد الحملة نفسها مصير الحرب، لكنها مهدت الطريق بنفس الوقت لحملة نادر شاه نحو القوقاز في عام 1735، حيث هُزمت إسطنبول بعد الهزيمة الساحقة التي لحقت بالقوات العثمانية في معركة يغوارد.